# Monumento natural Cueva Melouri
El monumento natural cueva Melouri (en georgiano: მელიურის მღვიმე) es una cueva kárstica ubicada cerca de la aldea Melouri (a 8 km de la aldea Kumistavi) en el municipio de Tsqaltubo, región de Imericia, Georgia, a 418 metros sobre el nivel del mar. Es una de las cuevas más grandes del país. Forma parte del extenso sistema de cuevas Tsqaltubo, que también incluye la cercana cueva Didghele.

## Morfología
La cueva Melouri tiene una longitud total de al menos 15 km y cuenta con dos cañones formados naturalmente con hermosas cascadas subterráneas. Es una cueva tallada en el macizo kárstico de Sataphlia-Tskaltubo, cuya entrada se encuentra en el fondo de una zanja de 8-10 metros de profundidad. La navegación es difícil cerca de la entrada debido a la presencia de cantos rodados de piedra caliza de yeso de hasta 15 m de altura. Más internamente, el paso de la cueva es más claro con una red característica de fisuras, sus intersecciones tienen 30 x 40 m de ancho. Al final de la secuencia de salas, de unos pocos kilómetros de longitud, se encuentra un cañón de erosión con un río subterráneo. El mismo crea cascadas a medida que atraviesa el cañón y en la última sala hay un lago sifón. El interior de la cueva está decorado de forma natural con sedimentos químicos: estalactitas y grandes estalagmitas.

## Exploración
Explorarla no es un gran desafío, pero se requiere equipo de espeleología como cascos con luz y botas de espeleología impermeables. La cueva no ha sido completamente investigada y tiene muchas secciones desconocidas.

## Fauna
Está habitada por murciélagos, arañas y escarabajos. Entre las especies que habitan la cueva figura la Bergrothia.